# 서양의 몰락

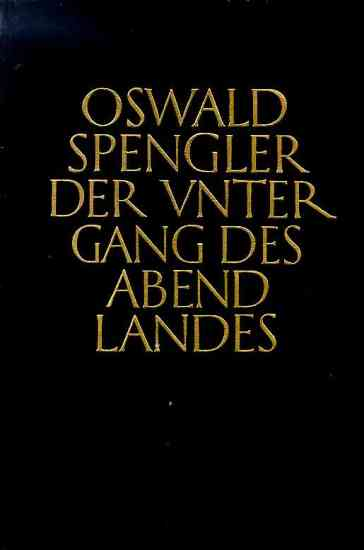

《서양의 몰락: 세계사의 형태학 소묘》(독일어: Der Untergang des Abendlandes: Umrisse einer Morphologie der Weltgeschichte, 영어: The Decline of the West: Outlines of a Morphology of World History, The Downfall of the Occident)는 독일의 경제학자 오스발트 슈펭글러가 지은 책으로서 제1권은 “형태와 현실”(독일어: Gestalt und Wirklichkeit, 영어: Form and Actuality, 1918년), 제2권은 “세계사적 전망”(독일어: Welthistorische Perspektiven, 영어: Perspectives of World History, 1922년)이라는 소제목이 붙어 있다.

## 제1권
세계사의 무대에 그 때까지 등장했던 8종류의 고도문화(高度文化)를 들고 있다. 즉 이집트 문화·인도 문화·중국 문화·고대 문화(그리스·로마 문화)·이슬람 문화·멕시코 문화·유럽 문화이다. 슈펭글러는 각 문화가 고유한 운명에 따라서 발생·성장·성숙·몰락이라는 주기를 경과하면서 세계사를 구성한다고 생각했다. 어떤 문화는 다른 문화의 발전 내지 귀결이 아니라 각기 '단지 1회에 한하는' 것이며, 다른 것과의 비교를 허용하지 않는 것으로서 자기 자신 속에 의미를 갖고 있는 것이다. 문화는 창조 모체인 영혼의 자기표현이며 영혼이 그 창조력을 고갈시켰을 때 쇠퇴한다. '근대유럽'도 이 숙명을 면하지 못하며 이 문화도 문명화·대중화·도시화·기계화·외연화(外延化)라는 상황 속에서 몰락에 직면하고 있다.

## 제2권
세계사상의 각 문화가 걸어온 정치 발전의 제 단계의 구극적인 의미를 그 생성의 상(相)으로 파악하려고 시도하였다. 슈펭글러의 거시적인 시야를 가진 세계문화론은 아카데미즘의 세계에 아무런 전문 영역도 갖지 않은, 말하자면 아마추어 학자의 독창이었지만, 제1차 세계대전 직후 서유럽과 그 문화에 대한 불안과 절망에 빠져들어갔던 패전국 독일을 비롯하여 각국의 지식인들 사이에서 이상한 반향을 일으켜 20세기 사상계에 큰 영향을 미쳤다. 《서양의 몰락》이 일종의 유행어가 되었던 것이다. 그리고 문화유형론(文化類型論) 또는 문화형태학(文化形態學)이라는 슈펭글러의 구상은 토인비의 《역사의 연구》에 계승되어 갔다.

## 같이 보기
- 로저 스크러턴